# Ludovicus Episcopius
Ludovicus Episcopius of Ludovicus de Bisschop (geboren rond 1520 - overleden in 1595 in Straubing)
Ludovicus Episcopius was de zoon van de koster en zanger Antonius de Bisschop van de Onze-Lieve-Vrouw-over-de-Dijle kerk in Mechelen. Epsicopius kreeg zijn opleiding aan de Sint-Romboutskathedraal in Mechelen onder kapelmeester Theo Verelst, die ook Philippus de Monte en Cypriano de Rore opleidde. Episcopius studeerde van 1538 tot 1541 aan de Leuvense universiteit en werd priester. Van 1545 tot 1565 en van 1577 tot 1585 was hij zangmeester aan de Sint-Servatiuskerk te Maastricht. Hij werd daar een tijd vervangen door Jean de Chaynée; toen die vermoord werd, kreeg hij zijn vroegere functie terug. Rond 1582 verruilde hij de Nederlanden voor München waar hij in 1584 zanger werd in het koor dat Orlando di Lasso leidde. In 1591 ging hij op rust en werd hij kanunnik in Straubing.
Van hem zijn slechts weinige werken bewaard gebleven; een Missa super 'Si mon service a merite' , vier motetten, een Salve regina en 12 Nederlandse liederen waarvan enkele onvolledig bewaard zijn gebleven.
De Nederlandse liederen zijn:
1. Een bier een bierenbroyken
2. Ghequetst ben ic van binnen
3. Ick seg adieu, wij twee wij moeten scheiden
4. Ick zou studeren in eenen hoeck
5. Ic zou studeren in eenen hoeck (bij Phalesius, een herziene versie van de vorige compositie)
6. Laet varen alle fantasie
7. Princersselijck greijn, die ic ghern aenschouwe
8. Princersselijck greijn, die ic gern aenschouwe (bij Phalesius, een herziene versie van de vorige compositie)
9. Susanna heur baeiende in een fontein (naar het voorbeeld van Susanne un jour van componist Didier Lupi Second)
10. Schoen liefken daer alle mijnen troost aen staet
11. Schoon lief uut charitaten
12. Vruecht en deucht mijn hert verhuecht

Deze liederen bleven voornamelijk bewaard in twee bloemlezingen (Jacob Baethens’ (Maastricht) Dat ierste boeck vanden nieuwe Duijtsche liedekens uitgegeven in 1554 en Peeter Phalesius’ (Leuven) en Jan Bellerus’ (Antwerpen) Een Duijtsch musijck boeck uitgegeven in 1572. Een enkel lied is ook in een handschrift bewaard. Van de 8 liederen uit Baethens drukwerk, waarvan geen exemplaar volledig bewaard is gebleven, werden enkele overgenomen door Phalesius en Bellerus in hun bloemlezing - waarvan wel een exemplaar volledig bewaard is - die 7 liederen van Episcopius telt, waaronder een aantal dat nergens anders wordt gevonden.
- Biblioteca Nacional de España: XX1760825
- Gemeinsame Normdatei: 10012352X
- International Standard Name Identifier: 0000 0000 5945 4120
- Library of Congress Control Number: nr91031720
- MusicBrainz: c876dfd8-702d-445d-a40d-fd37fc375bea
- Nationale Bibliotheek van Israël: 987007420359605171
- Nederlandse Thesaurus van Auteursnamen: 132100711
- Système universitaire de documentation: 242271502
- Virtual International Authority File: 66806631
- WorldCat: E39PBJdx8qxTmCffV6TbGvQQbd